# Kościół Świętego Krzyża w Krakowie
Kościół Świętego Krzyża – zabytkowy rzymskokatolicki kościół parafialny znajdujący się w Krakowie, w dzielnicy I Stare Miasto przy placu św. Ducha 2, obok Teatru im. Juliusza Słowackiego, na Starym Mieście.

## Historia
Pierwszy kościół drewniany na tym miejscu według tradycji ufundować miał biskup Pełka w końcu XII w. W 1244 biskup Jan Prandota osadził przy nim zakon duchaków, którzy prowadzili tutaj szpital. Już wtedy istniała tu parafia. Obecny kościół, murowany, pochodzi z XIV w. Kamienne prezbiterium powstało na początku XIV w. (może już ok. roku 1300), zaś kwadratową, ceglaną nawę ukończono w drugiej połowie tego samego wieku – z pewnością nie później niż w roku 1420. Kościół otoczony był cmentarzem parafialnym oraz łączył się z nieistniejącymi już zabudowaniami klasztornymi i szpitalnymi oraz kościołem i szpitalem Ducha Świętego.
W 1528 spłonęło wnętrze kościoła, wtedy prawdopodobnie runęło również sklepienie prezbiterium, które jednak do 1533 szybko odbudowano. W latach 1683–1684 staraniem biskupa Andrzeja Trzebickiego odnowiono kościół, po raz kolejny renowacji dokonano w latach 1896–1898 pod kierunkiem Tadeusza Stryjeńskiego i Zygmunta Hendla.
W 1903 roku w kościele tym ślub z Elżbietą Szprotówną wziął Wojciech Korfanty (fakt ten upamiętnia okolicznościowa tablica).
W dniach 16–18 kwietnia 1962 roku bp Karol Wojtyła wygłosił w kościele rekolekcje dla artystów pt. Ewangelia a sztuka.

## Architektura
Kościół jest jedną z najczystszych stylowo gotyckich budowli w Krakowie. Ma on bardzo prostą budowę – kwadratowa ceglana nawa oraz prostokątne kamienne prezbiterium (węższe i niższe od nawy, pokryte osobnym dachem). Nad fasadą zachodnią góruje kwadratowa wieża, do której przyziemia przylegają dwie kaplice.Po lewej stronie kaplica św. Andrzeja pochodząca z XVI wieku z zachowanym na ścianie wschodniej gotyckim malowidłem Ukrzyżowania oraz późnorenesansowym ołtarzem z ruchomymi skrzydłami. Po prawej stronie znajduje się kaplica Matki Boskiej Loretańskiej z 1642. Na ścianie szczytowej prezbiterium od strony Plant znajduje się rzeźba upadającego Chrystusa, dzieło Jana Szczepkowskiego z początku XX wieku.

## Wnętrze
Wewnątrz niezwykłe jest sklepienie palmowe nawy, wsparte tylko na jednym, centralnym filarze symbolizującym biblijne Drzewo Życia. Po prawej stronie za wejściem znajduje się pochodzący z kościoła Ducha Świętego lawaterz z zachowaną datą 1581 obecnie służący jako kropielnica.
Pozostały wystrój nawy jest w obecnej postaci wierną XIX-wieczną rekonstrukcją renesansowych malowideł pochodzących z 2 poł. XVI wieku. Z powodu zbyt silnego zawilgocenia oraz braku nowoczesnych metod konserwatorskich nie udało się uratować oryginałów. Stanisław Wyspiański skopiował je w skali 1:1 i jego kartony posłużyły Antoniemu Tuchowi do wykonania rekonstrukcji. Na ścianach umieszczono wizerunki bpa Iwona Odrowąża oraz czterech Doktorów Kościoła. Na wschodniej ścianie znajduje się „Zwierciadło Grzesznika” (łac. Speculum Peccatoris) – alegoryczne przedstawienie obnażonego starca, siedzącego na krześle wyrastającym z głębi studni i otoczonego mieczami z napisem Mors (śmierć), Diabolus (diabeł), Peccatum (grzech) i Verbum (słowo), piąty zaś miecz zwisa nad głową starca. Jest to jedyne zachowane tego typu przedstawienie w malarstwie polskim, inspirowane najprawdopodobniej miedziorytami niderlandzkimi z doby kontrreformacji.
Późnogotyckie sklepienie sieciowe w prezbiterium pochodzi z 1530 pokryte jest polichromią z motywami roślinnymi. Na zwornikach widnieją herby Królestwa Polskiego, Sforzów, Duchaków i Bonerów.
Ołtarz główny pochodzi z początków XVIII wieku, znajdujący się w nim krucyfiks wykonano w XVII wieku. uwieczniony jest on na tle malowanego krajobrazu ze złoconymi wyobrażeniami słońca i księżyca, po bokach ołtarza umieszczono złocone posągi św. Stanisława i św. Wojciecha, a przy mensie ołtarzowej dwie późnogotyckie polichromowane figury Matki Boskiej i św. Jana Ewangelisty.
Ołtarz św. Anny (po lewej stronie nawy) w części środkowej przedstawia Nauczanie Marii z około 1650 wzorowany jest on na miedziorycie wykonanym na podstawie obrazu Petera Paula Rubensa.
Ołtarz Matki Boskiej z prawej strony nawy pochodzi z 1630, a obraz Matki Bożej prezentuje szeroko rozpowszechniony typ ikonografii (Hodegetria), według którego wykonano także wizerunek Matki Boskiej z Piekar Śląskich.
Kaplica św. Zofii (po prawej stronie) została wybudowana jako kaplica cechowa krakowskich piekarzy w 1442. We wnęce ściany południowej ma zachowany unikatowy pochodzący z końca XVI wieku późnorenesansowy konfesjonał należący do najstarszych zachowanych w Krakowie. Pozostałe konfesjonały barokowe w kościele przeniesione tutaj zostały z katedry wawelskiej.
Organy 18-głosowe z barokowym prospektem.
W kościele znajduje się także brązowa chrzcielnica z 1423, pośród wielu innych epitafium Heleny Modrzejewskiej rodziny Pollerów i Tomasza Prylińskiego, skrzydła gotyckiego tryptyku z nieistniejącego już kościoła św. Michała na Wawelu, a także stalle pochodzące z XVII w. zdobione polichromią przedstawiającą sceny z życia duchaków, tron prepozyta duchaków oraz ambona z 1 ćw. XVII wieku stanowiące doskonały przykład wspaniałego kunsztu krakowskich snycerzy.
Nad wejściem do zakrystii obraz modlącej się przed krzyżem w katedrze wawelskiej św. Królowej Jadwigi.
Obok kościoła znajduje się wczesnogotycka, kamienna plebania, która jest najstarszym zachowanym budynkiem mieszkalnym w Krakowie.

## Proboszczowie
- ks. Mikołaj z Opawy (XV w.)
- ks. Stanisław Teplar (XVI w., na pewno lata 30.)
- ks. Jan z Wiślicy (1562–1568)
- ks. Alexy Chyliński (do 1683)
- ks. Rafał Cybulski (od 1684)
- ks. Kasper Małecki (od 1783)
- ks. Walenty Janikowski (zm. w 1858), prepozyt zakonu przez 24 lata
- ks. Franciszek Piątkowski (do 1865)
- ks. Paweł Russek (1865–1872), kanclerz konsystorza
- ks. Ignacy Patyński (1873–1883), rektor Domu Księży Emerytów
- ks. Wacław Cholewiński (1883–1895), wykładowca katechetyki
- ks. Władysław Mikulski (1895–1935)
- ks. Andrzej Mytkowicz (1936–1954), profesor Uniwersytetu Lwowskiego
- ks. Bolesław Przybyszewski (1954–1971), profesor historii Kościoła i historii sztuki
- ks. Ryszard Wilczyński (1971–1981)
- ks. Stanisław Adamski (1981–1992)
- ks. Wojciech Stokłosa (administrator, 1992–1993)
- ks. Zdzisław Kliś (1993–1997)
- ks. dr Jan Abrahamowicz (1997–2010)
- ks. Paweł Kubani (2010–2018)[4]
- ks. dr Dariusz Guziak (od 2018)[5]

## Galeria

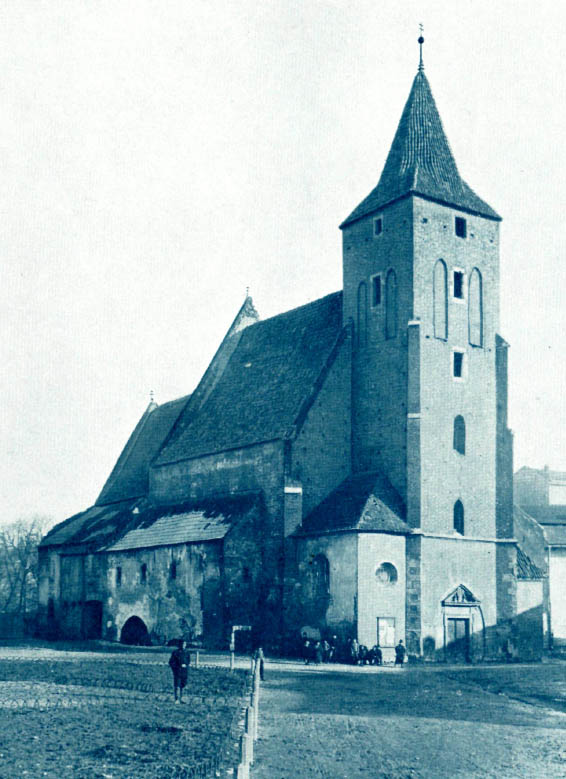
Kościół na fotografii przed 1896 rokiem
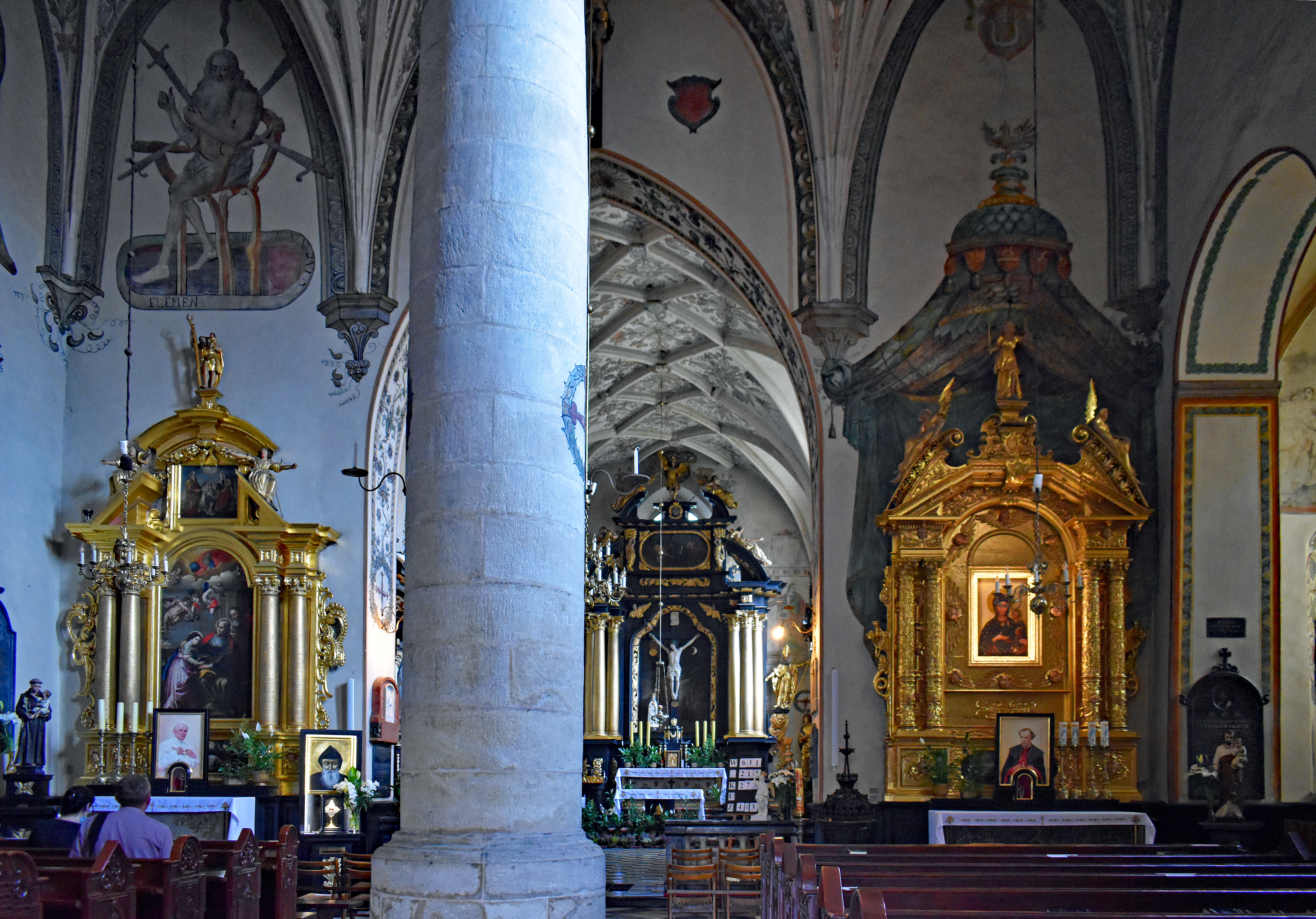
Wnętrze kościoła.
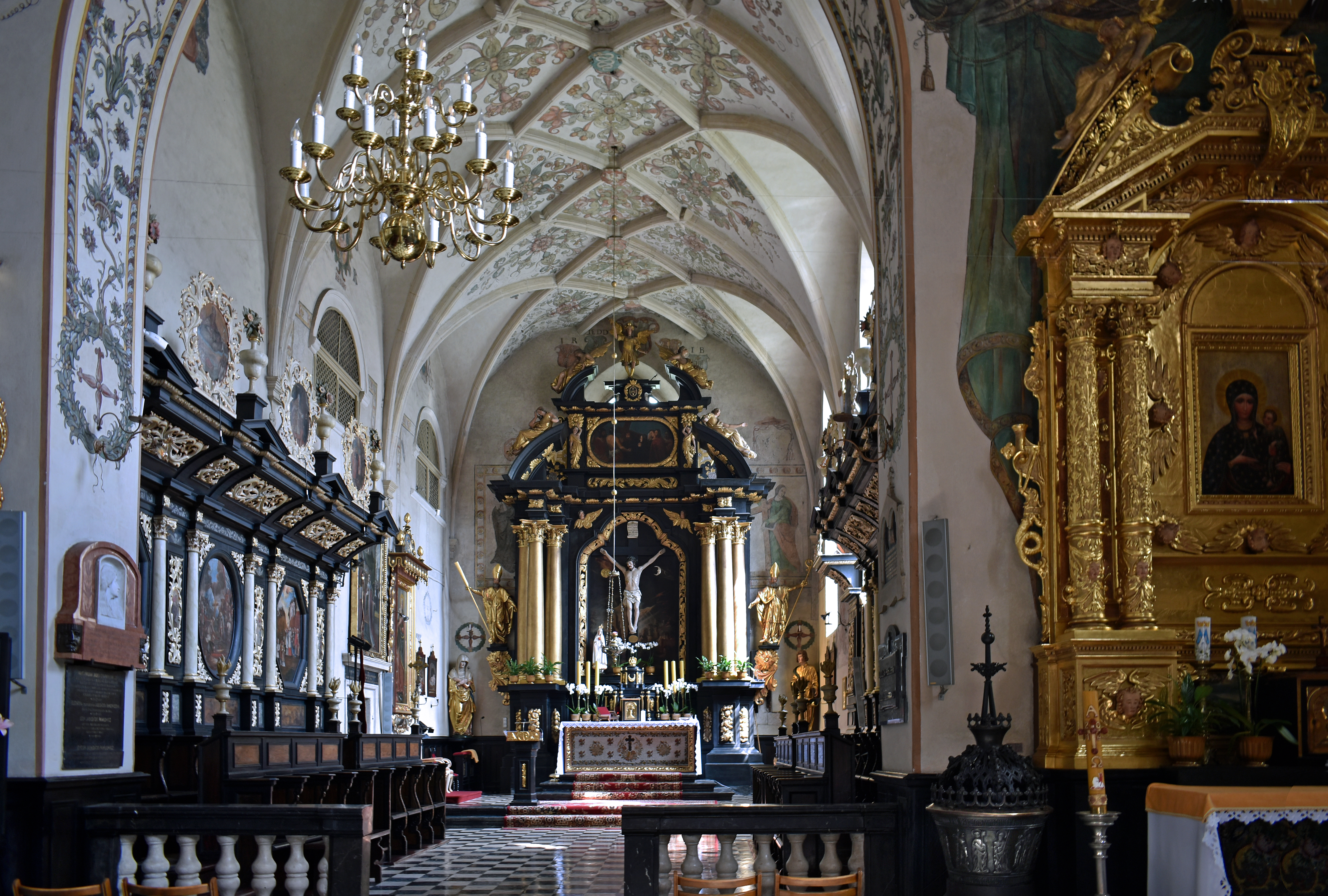
Wnętrze kościoła, prezbiterium.
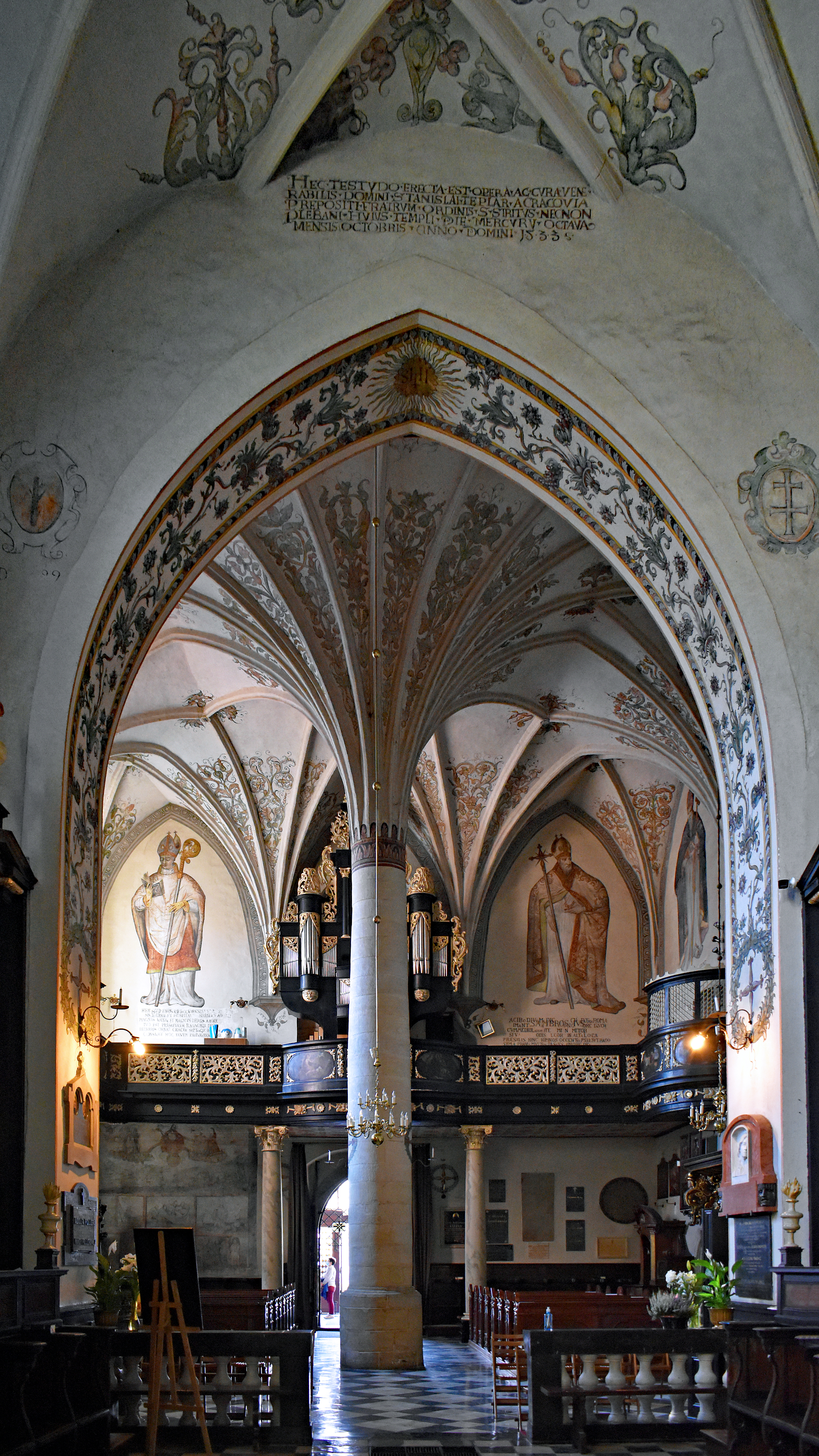
Wnętrze widziane  od ołtarza głównego.
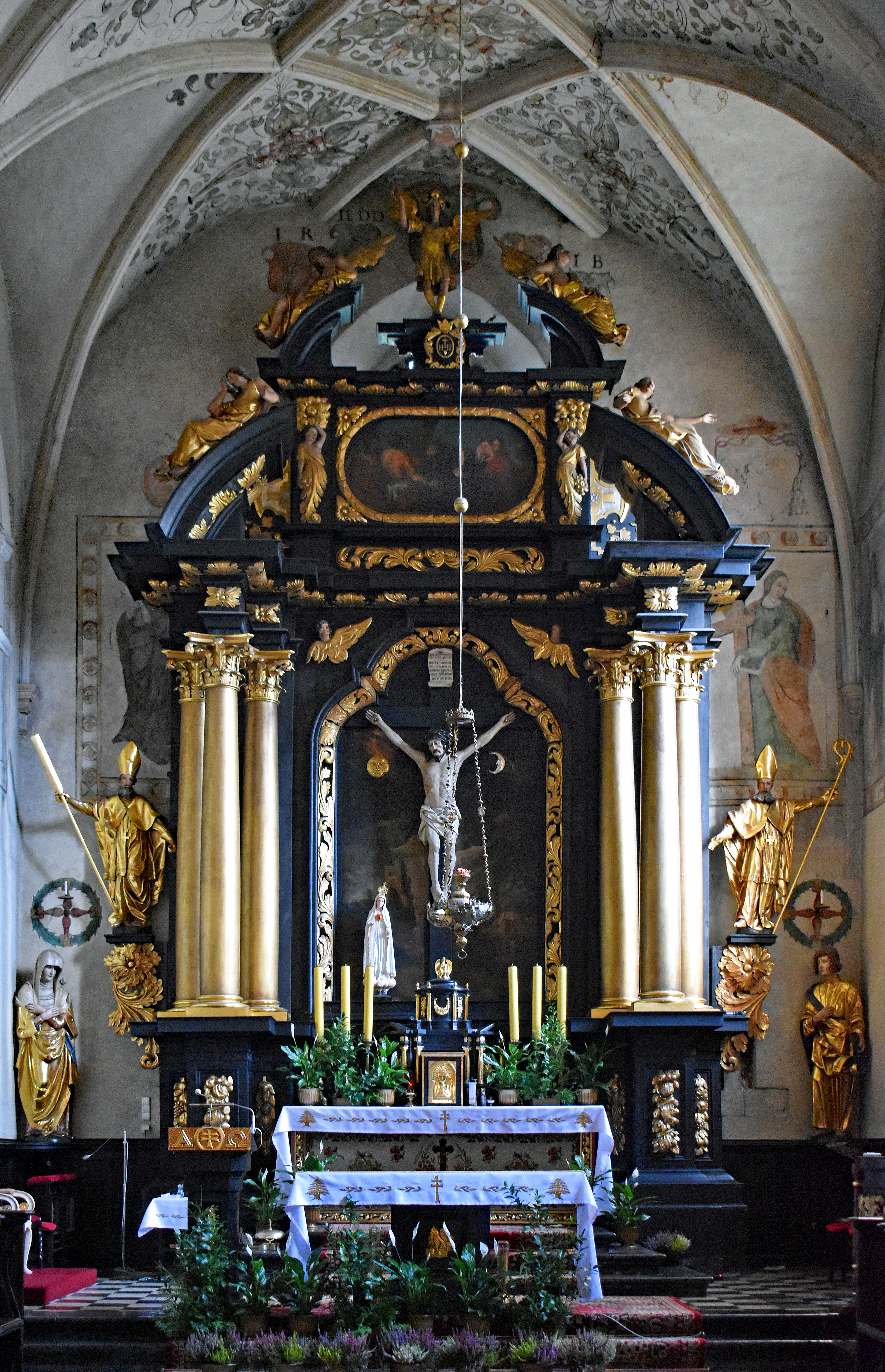
Ołtarz główny
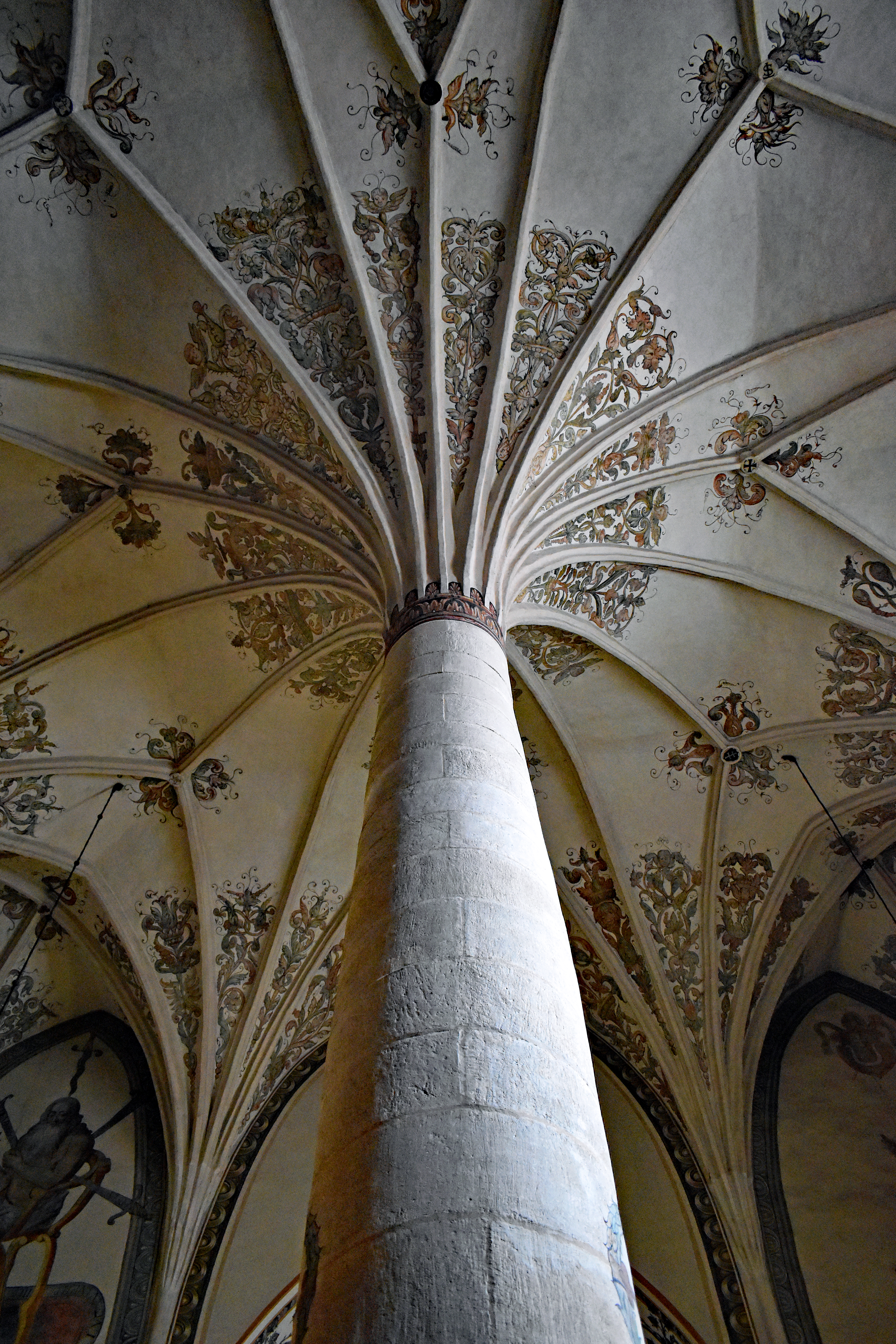
Gotyckie sklepienie.
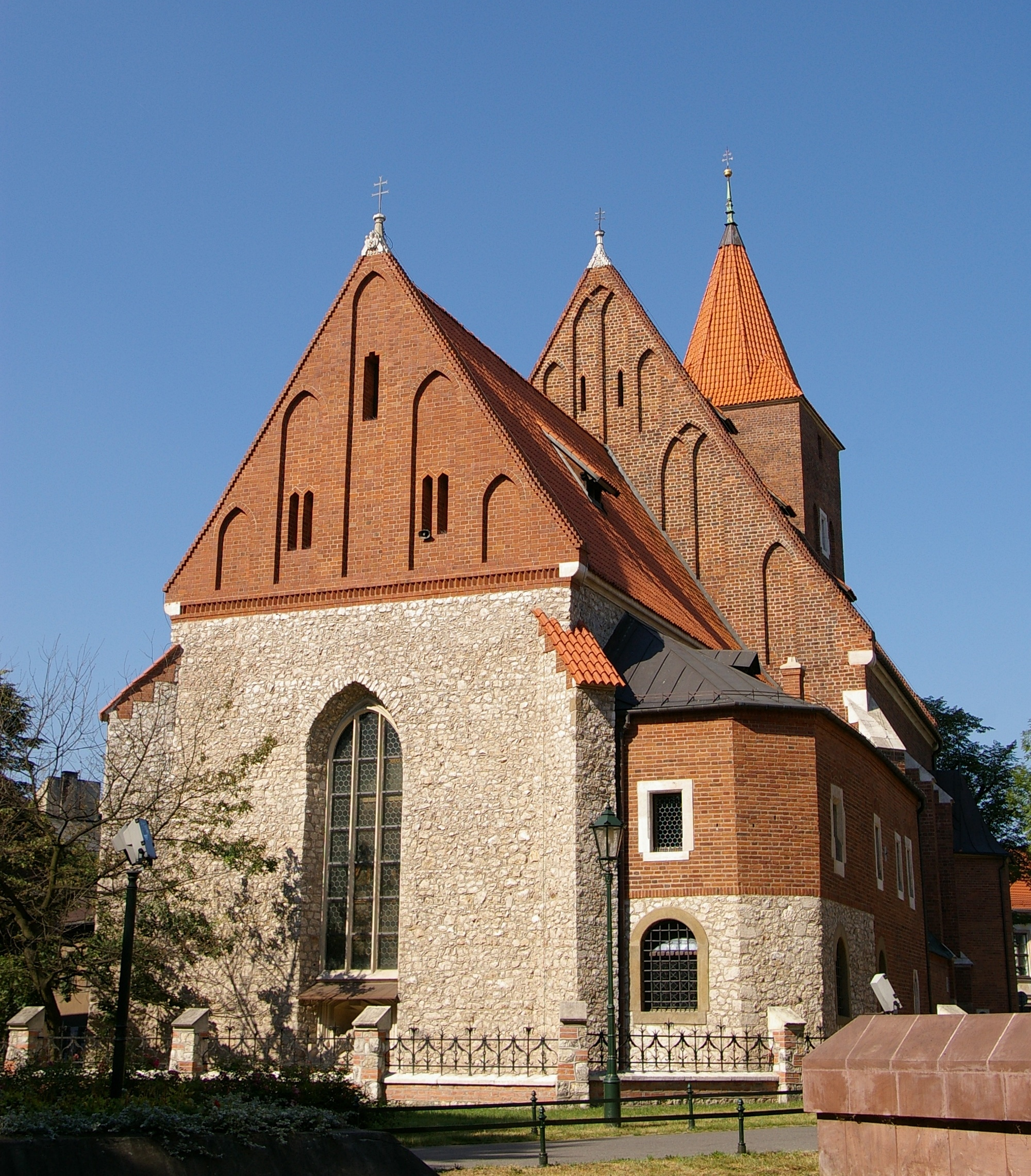
Kościół widziany z Plant.
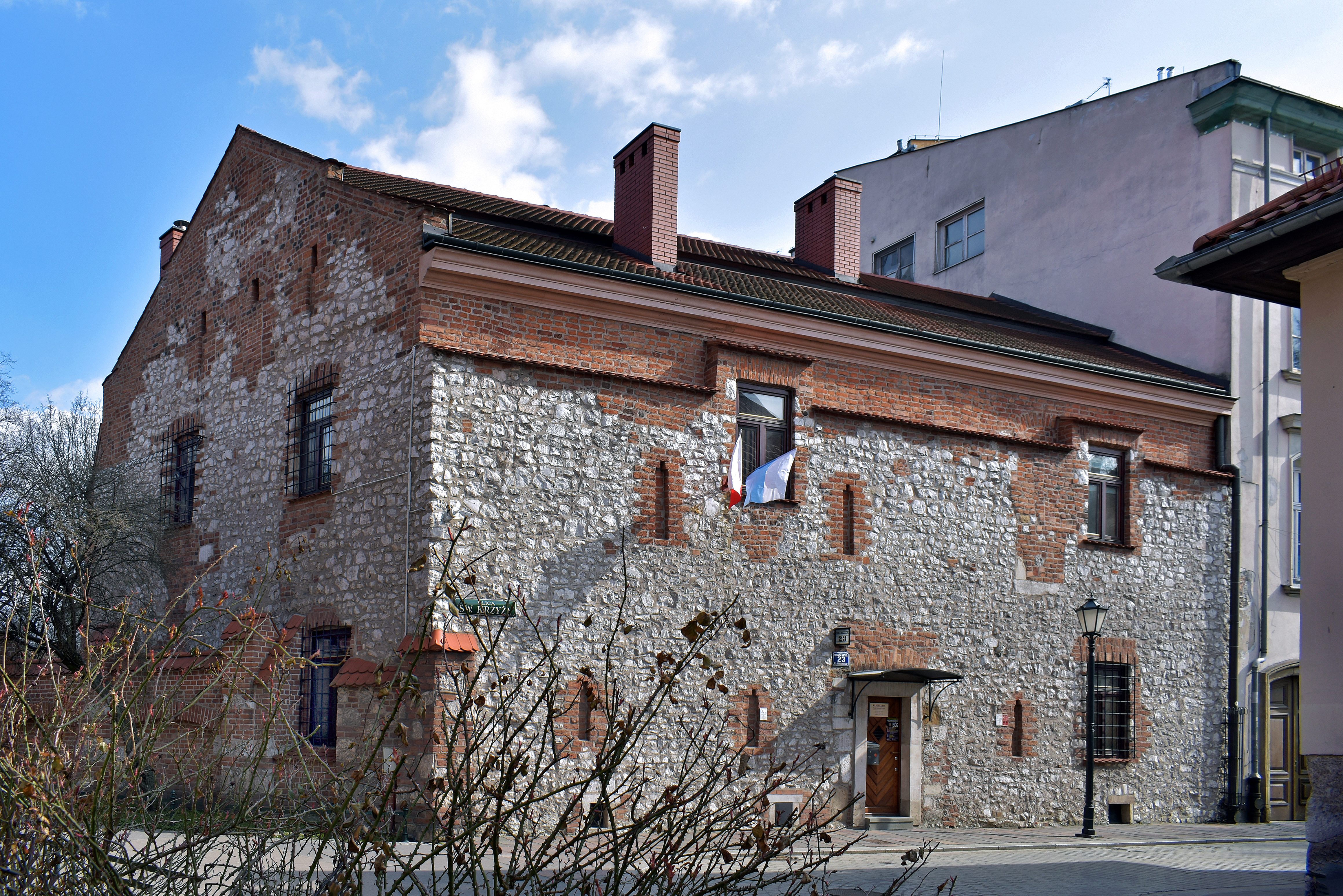
Budynek plebanii.